# سانتاندر
سانتاندر (اسپانیایی: Santander) مرکز استان کانتابریای اسپانیا است. جمعیت آن ۱۸۴٫۰۰۰ نفر و مساحتش ۳۵ کیلومتر مربع است.

## اقتصاد